# Isabella Lovestory
Isabella Rodríguez Rivera conocida artísticamente como Isabella Lovestory (Tegucigalpa, Francisco Morazán, Honduras; 30 de noviembre de 1993) es una cantante hondureña de pop y reguetón radicada en Montreal, Quebec, Canadá. Su música ha sido descrita como perreo-pop. Colaboró con el productor Mura Masa en el desarrollo de «Amor Hardcore», su primer álbum de estudio de larga duración lanzado en 2022.

## Biografía
Isabella Rodríguez nació en Tegucigalpa, Honduras. Su padre era DJ de radio. Se mudó a Virginia, Estados Unidos con su familia a la edad de 13 años, lo que describió como un choque cultural, antes de mudarse a Montreal unos años más tarde. Se matriculó en una escuela de arte, pero sus reglas y estructuras no le satisfacían. Inicialmente comenzó a grabar música para su gato, y grabó por primera vez en 2018.

## Carrera
Lanzó su sencillo debut en 2019 y su álbum debut Amor Hardcore en 2022, con producción de su principal colaborador Chicken. El álbum fue reconocido en diversas publicaciones de música y cultura.
La música de Lovestory refleja temas de autoexpresión y empoderamiento de las mujeres . La misma Isabella comentó que Lovestory es un personaje y le gusta exagerar su personalidad y divertirse a través del personaje. El personaje de Lovestory acepta su propia cosificación sexual y comentó: "Burlarse de los hombres es divertido. Burlarse de lo que la sociedad considera degradante para las mujeres es divertido, porque nadie puede decidir cuáles son los verdaderos deseos de una mujer".
A finales de 2022, tocó en el festival Pop Montreal y lanzó su álbum de larga duración Amor Hardcore, que fue seleccionado para el Polaris Music Prize 2023 . En julio de 2023 actuó en el Festival d'été de Québec donde abrió para Pitbull.

## Discografía

### Álbumes de estudio
| Título        | Detalles |
| ------------- | --- |
| Amor Hardcore | - Publicado: 5 de octubre de 2022 - Sello discográfico: Independiente - Formato: LP, descarga digital, streaming |

### Extended Plays
| Título   | Detalles |
| -------- | --- |
| Humo     | - Publicado: 14 de febrero de 2019 - Sello discográfico: TWIN Records - Formato: Descarga digital, streaming  |
| Mariposa | - Publicado: 16 de octubre de 2020 - Sello discográfico: Independiente - Formato: Descarga digital, streaming |

### Sencillos

#### Como artista principal
| Título             | Año  | Álbum              |
| ------------------ | ---- | ------------------ |
| "Die For Ur Love"  | 2019 | Sencillo sin álbum |
| "Humo"             | 2019 | Sencillo sin álbum |
| "1 Time Thing"     | 2019 | Sencillo sin álbum |
| "JETAIME"          | 2020 | Sencillo sin álbum |
| "Golosa"           | 2020 | Sencillo sin álbum |
| "Kitten Heel"      | 2020 | Sencillo sin álbum |
| "Mariposa"         | 2020 | Sencillo sin álbum |
| "Alo"              | 2021 | Sencillo sin álbum |
| "Vuelta"           | 2021 | Sencillo sin álbum |
| "Tranki"           | 2021 | Sencillo sin álbum |
| "Fuego"            | 2022 | Sencillo sin álbum |
| "Cherry Bomb"      | 2022 | Amor Hardcore      |
| "Fashion Freak"    | 2022 | Amor Hardcore      |
| "Sexo Amor Dinero" | 2022 | Amor Hardcore      |
| "Latina"           | 2023 | Sencillo sin álbum |

#### Como artista invitado
| Título                                                         | Año  | Álbum                    |
| -------------------------------------------------------------- | ---- | ------------------------ |
| "Castasrofe" (Florentino featuring Isabella Lovestory)         | 2019 | Sencillo sin álbum       |
| "Entra In Me" (CECILIA featuring Isabella Lovestory)           | 2021 | Verano En Sexilla        |
| O Sea, Si te Quiero (Nicola Cruz featuring Isabella Lovestory) | 2021 | Sentimientos Encontrados |
| Malas vibras (Palmistry, Bladee, Isabella Lovestory)           | 2022 | QUIROMANCIA              |
| Tonto (Mura Masa featuring Isabella Lovestory)                 | 2022 | Demon time               |